# Liane Bravo
Liane Bravo é uma actriz portuguesa (29 de Abril de 1990). É actriz na companhia Vidas de A a Z, da encenadora Mónica Gomes Destacou-se nos espectáculos Eu Sou Mediterrâneo e Vovó Ganza!Uma Comédia de Faca e Alguidar, pela Companhia Vidas de A a Z.

## Biografia
Liane Bravo do Rosário é uma actriz portuguesa. Nasceu no Seixal a 29 de Abril de 1990. Formada em Engenharia Alimentar no Instituto Superior de Agronomia, desde jovem que nutria uma paixão pelas artes dramáticas e musicais. Entre 2009 e 2010 realizou formação num curso intensivo de teatro e escrita criativa com Paula Perdigão, sendo que ainda nesse último ano realizou um curso de teatro com Cecília Sousa na Comuna Teatro de Pesquisa. Frequentou ainda diversos workshops, entre os quais se destaca um workshop de Representação, com Marcantonio Del Carlo, na Faculdade de Letras da Universidade de Lisboa e, entre 2011 e 2012, um workshop de Expressão dramática e de Técnica de Televisão, com Dina Santos e António Proença Azevedo, e outro de Casting, Representação e Pose, com Inês Simões, na FRM – Formação em Representação e Moda. Ainda, em 2014, lança-se na área do improviso  ao frequentar a Masterclass de Teatro de improviso com João Pinto Dias, na ACT – Escola de Actores.
Inicia a sua carreira artística em 2008 com o Grupo de Teatro Trabalhadores de Sonhos, no qual se destacam os espectáculos A moldura, uma viagem no tempo (2011), O Jovem Pessoa (2013), Eles que são deuses, que se entendam! (2013) e O Amor ainda existe? (2014). Ainda em 2015 desenvolve o espectáculo de teatro de improviso Bang Bang, Ri-te!, ao lado de David Carrão.
Em 2016 integra a Companhia Vidas de A a Z, com a qual realiza os espectáculos Eu Sou Mediterrâneo: Um espectáculo sobre a banalidade do mal no papel de Líder Jihadista  e, em 2017, o espectáculo Vovó Ganza! Uma comédia de faca e alguidar, no papel de Antonieta, também com encenação de Mónica Gomes, em cena no Teatro Turim.

## Teatro
- Nós Somos Aqueles de quem os Nossos Pais nos Avisaram (produção: Trabalhadores de Sonhos, encenação: Paula Perdigão, 2009);
- A maior flor do mundo (produção: Trabalhadores de Sonhos, encenação: Paula Perdigão, 2011);
- A moldura, uma viagem no tempo (produção: Trabalhadores de Sonhos, encenação: Paula Perdigão, 2011);
- O Jovem Pessoa (produção: Trabalhadores de Sonhos, encenação: Paula Perdigão, Cinema São Vicente, 2013);
- Eles que são deuses, que se entendam! (produção: Trabalhadores de Sonhos, encenação: Paula Perdigão, Cinema São Vicente, 2013-2014);
- O Amor ainda existe? (produção: Trabalhadores de Sonhos, encenação: Paula Perdigão, 2014);
- Variações do Amor (produção: Trabalhadores de Sonhos, encenação: Paula Perdigão, 2015);
- ShakesPeare (produção: Trabalhadores de Sonhos, encenação: Paula Perdigão, 2016);
- Bang Bang, Ri-te! (criação e encenação: David Carrão e Liane Bravo, 2015);
- Eu Sou Mediterrâneo: Um espectáculo sobre a banalidade do mal, de Mónica Gomes e Sílvia Raposo (produção: Companhia Vidas de A a Z, encenação: Mónica Gomes, personagem: Coro, 2016).
- Vovó Ganza! Uma comédia de faca e alguidar (produção: Companhia Vidas de A a Z, encenação: Mónica Gomes, personagem: Antonieta, 2017).